# Callyspongia pambanensis
Callyspongia pambanensis är en svampdjursart som beskrevs av Rao 1941. Callyspongia pambanensis ingår i släktet Callyspongia och familjen Callyspongiidae. Inga underarter finns listade i Catalogue of Life.